# Liste der Naturdenkmale in Guben
Die Liste der Naturdenkmale in Guben nennt die Naturdenkmale in Guben im Landkreis Spree-Neiße in Brandenburg.
Diese Liste enthält außer den im Herbst 2016 aktuellen Naturdenkmalen auch weitere, die in der von 2007 bis 2016 gültigen Verordnung noch enthalten waren.

In den Spalten befinden sich folgende Informationen:
- Nr.: Identifizierungsnummer nach veröffentlichter Liste. Sie wird von der unteren Naturschutzbehörde des Landkreises oder der kreisfreien Stadt vergeben. Wenn sie bekannt ist, wird sie angegeben. In dieser Spalte kann sich zusätzlich das Wort Wikidata befinden, der entsprechende Link führt zu Angaben zu diesem Naturdenkmal bei Wikidata.
- Bezeichnung: Benennung des Naturdenkmals, in der Regel wird bei Bäume die Baumart genannt. Bekannte Eigennamen werden mit angegeben.
- Gemarkung: Ort oder Gemarkung, in der sich das Naturdenkmal befindet
- Lage: Nennt die Lage des Naturdenkmals im jeweiligen Ortsteil und die geografischen Koordinaten des Naturdenkmals. Link zu einem Kartenansichtstool, um Koordinaten zu setzen. In der Kartenansicht sind Naturdenkmale ohne Koordinaten mit einem roten beziehungsweise orangen Marker dargestellt und können in der Karte gesetzt werden. Denkmale ohne Bild sind mit einem blauen bzw. roten Marker gekennzeichnet, Denkmale mit Bild mit einem grünen beziehungsweise orangen Marker.
- Beschreibung: die Beschreibung des Naturdenkmales
- Schutzzweck: Erläutert den Grund der Unterschutzstellung
- Bild: Zeigt ein Bild des Naturdenkmales und gegebenenfalls ein Link zu weiteren Fotos im Medienarchiv Wikimedia Commons

## Guben
| Bild            | Bezeichnung    | Lage                                                                           | Beschreibung                                                                                                | Schutzzweck | Nummer |
| --------------- | -------------- | ------------------------------------------------------------------------------ | --- | ----------- | ------ |
| Fotos hochladen | Stieleiche     | Guben, am Dreieck (51° 57′ 3,9″ N, 14° 42′ 59,6″ O)                            | Die Eiche vor der Brücke und nahe dem Rathaus prägt seit jeher diesen nach 1864 angelegten Teil des Ortes.  |             | 28     |
| BW              | Stieleiche     | Guben, an der K 7147 Groß Breesen – Sembten (51° 59′ 40,5″ N, 14° 39′ 57,8″ O) | Eiche in gutem Vitalzustand an einem Abzweig der heutigen Kreisstraße.                                      |             | 29     |
| Fotos hochladen | Stieleiche     | Schlagsdorf, am Weinberg, ehemalige Kiesgrube (51° 54′ 45″ N, 14° 41′ 14,6″ O) | Weithin sichtbare Eiche am Rande von Schlagsdorf. Möglicherweise Rest eines Hutewaldes.                     |             | 30     |
| Fotos hochladen | Gemeine Eibe   | Guben, Alte Poststraße 67 (51° 57′ 8,4″ N, 14° 43′ 13,3″ O)                    | Die Eibe prägt erheblich den Anblick des evangelischen Gemeindehauses.                                      |             | [ 6 ]  |
| Fotos hochladen | Feldulme       | Guben, Alte Poststraße (51° 56′ 49,8″ N, 14° 41′ 24,3″ O)                      | Auf einer Verkehrsinsel zentral gelegene, vom Ulmensterben kaum befallener Baum.                            |             | [ 6 ]  |
| Fotos hochladen | Bastardplatane | Guben, Inselstraße, ehem. VEAB (51° 56′ 54,9″ N, 14° 43′ 7,9″ O)               | Durch prachtvolle Erscheinung und stattlichen Wuchs ortsbildprägender Baum auf dem ehemaligen VEAB-Gelände. |             | [ 6 ]  |